# Rizla+-albums
Rizla+-albums zijn plaatjesalbums die in de jaren vijftig en zestig van de twintigste eeuw werden uitgegeven door Rizla+, de fabrikant van sigarettenvloeitjes. In elk pakje vloeitjes zat een gratis plaatje gevouwen uit een op dat moment uitgebrachte serie, het bijbehorende album moest worden gekocht. 

## Titels
- Zoetwatervissen, 3 delen, door A. van den Nieuwenhuizen (softcover, 17,5 × 26 cm)
- Zó moet je vissen, door Willem van Veenendaal en Rein Mijdema (softcover, oblong)
- Zo leer je vogels kennen, 4 delen, door Ko Zweeres en Rinke Tolman (1961-1963)
- Voetbalprominenten, 2 delen, door Leo Pagano (softcover)
- Rizla+ voetbalt in woord en beeld door Leo Pagano en Karel Kaufman (softcover, oblong, 50 plaatjes, ca. 1956)
- Revue der kampioenen, door Leo Pagano (48 zwart-witplaatjes van wielrenners, 1951)